# Carl Lindvall
Carl Axel Lindvall, född den 26 december 1868 i Kila församling i Värmlands län, död 8 maj 1943 i Chicago, Illinois, var en svenskamerikansk präst.

## Biografi
Carl Lindvall var son till brukaren Nils Olsson och Gustava Nilsdotter. Han emigrerade till USA 1886. Han studerade vid Augustana College i Rock Island, B. A. 1898, B. D. 1902, Doctor of divinity 1924. Han prästvigdes för Augustanasynoden 1902 i Ishpeming i Michigan, blev pastor i Marshalltown i Iowa 1902 och i Bloomington i Illinois 1907.
Lindvall var sekreterare i Iowakonferensen 1905–1908 och i Illinoiskonferensens missionsstation 1909–1924. Han var preses i flera styrelser och genomförde en resa i Europa 1903. Bland hans skrifter märks Iowakonferensen, tidigare referat (1906) och Korsbaneret (1912, 1924–1930). Lindvall var medarbetare i Svenskt biografiskt lexikon 1915–1916, redaktör för Stadsmissionären 1912–1913 och för Zions budbärare från 1909. Han skrev artiklar i kyrkliga och sekulära tidningar och tidskrifter.
Lindvall skall någon tid ha studerat i Sverige innan han emigrerade. Under sin första tid i USA var han bosatt i Grand Rapids i Michigan och anställd vid ett järnvägsbolag. Han var 1911–1912 och 1924–1930 redaktör för Augustanasynodens tidning Korsbanéret. Han innehade flera förtroendeuppdrag, bl.a. var han en tid president för Swedish Historical Society of America. Han medarbetade i Svenskt Biografiskt Lexikon med artiklar om tre pionjärer inom Augustanasynoden, i band I om Laurentius Gustaf Abrahamson, i band II om Lars Herman Beck och i band V om Carl August Blomgren. Lindvall glömde aldrig sin hembygd, trots de många åren på andra sidan Atlanten. 1903 gjorde han en europeisk resa. Han sände en hälsning till Kila kyrkas återinvigning 1936 och medverkade i Kilabygden 1934 och 1935.